# Шацков, Андрей Георгиевич
Андрей Георгиевич Шацков (10 октября 1899,  с. Радушино, Саратовская губерния, Российская империя — 11 августа 1967, Ленинград,  СССР) — советский военачальник, генерал-майор (05.05.1945).

## Биография
Родился 10 октября 1899 года в селе  Радушино, ныне с. Радушинка Калининского района Саратовской области. Русский.

### Военная служба

#### Гражданская война
В 1918 году состоял дружинником в рабочей вооруженной боевой дружине при Чернорабочем профсоюзе в пос. Трусово Астраханской губернии. Член ВКП(б) с 1918 года. В начале февраля 1919	года там же по партийной мобилизации вступил в РККА и был зачислен красноармейцем в заградительный отряд, в его составе принимал участие в подавлении кулацкого восстания под Астраханью. По реорганизации отряда 24 апреля того же года по личному желанию зачислен курсантом на Астраханские советские пехотные курсы комсостава.   Курсантом и отделенным командиром этих курсов участвовал в боях с войсками генерала А. И. Деникина. В конной атаке под станицей Михайловская 30 августа 1919 года он был ранен в голову (холодным оружием). 1 апреля 1920 года окончил курсы, произведен в «красные командиры» и зачислен в распоряжение инспектора пехоты 11-й армии. После этого проходил службу командиром взвода в Дагестанском стрелковом полку, затем командиром роты в отряде особого назначения при Дагестанской областной ЧК, в караульном батальоне и Дагестанском полку (г. Темир-хан-Шура). В июне — сентябре 1920 года командиром роты отряда особого назначения участвовал в разоружении контрреволюционных банд в Дагестане.

#### Межвоенные годы
В августе 1921 года Шацков был направлен на учёбу в Высшую тактико-стрелковую школу комсостава РККА им. III Коминтерна. По её окончании в августе 1923 года назначен в 56-й стрелковый полк 19-й стрелковой дивизии МВО в городе Воронеж, где проходил службу командиром роты, помощником командира и командиром батальона. С сентября 1925 года командовал батальоном в 164-м стрелковом полку в городе Рыльск. В августе 1927 года переведен в 3-й стрелковый полк Московской пролетарской стрелковой дивизии, где занимал должности командира батальона и начальника штаба полка. В январе 1931 года назначен начальником штаба 2-го стрелкового полка. В феврале 1932 года зачислен слушателем на подготовительное отделение, затем на 1-й основной курс Военной академии РККА им. М. В. Фрунзе; в мае 1933 года переведен на специальный факультет академии. 3 ноября 1935 года Шацков окончил академию по 1-му разряду и был назначен помощником начальника разведывательного отдела штаба ЗакВО, в марте 1936 года вступил в должность начальника этого отдела. В сентябре 1939 года полковник  Шацков назначен начальником оперативного отделения, он же помощник начальника штаба 85-й стрелковой дивизии УрВО. С февраля 1940 года и. д. начальника оперативного отдела штаба 62-го стрелкового корпуса. В июне 1941 года корпус вошёл в состав формируемой в округе 22-й армии. В период с 16 по 21 июня соединения корпуса в составе армии были передислоцированы в район пгт Идрица (Псковская обл.). 

#### Великая Отечественная война
С началом  войны корпус, выгрузившись на ст. Идрица, занял оборону по реке Западная Двина на рубеже Полоцк — Улла. Со 2 июля 1941 года 22-я армия была передана из резерва Ставки ГК Западному фронту. Не закончив сосредоточения и развертывания, её вступили в сражение с соединениями 16-й армии и 3-й танковой группы немецко-фашистских войск на рубеже Идрица, Витебск. В начале июля противник прорвал оборону 186-й стрелковой дивизии в районе Улла и на участке соседнего 51-го стрелкового корпуса в районе Невеля, в результате 62-й стрелковый корпус оказался в окружении. В этой тяжелой обстановке полковник Шацков организовал бой частей 186-й стрелковой дивизии и отходящих артиллерийских частей (до 60 орудий). В ночь на 20 июля эта этими силами прорвал оборону противника между озёрами в районе Невеля и вывел личный состав и материальную часть из окружения, после выхода занял оборону в районе Великих Лук. За эти бои он был награждён орденом Красного Знамени (31.8.1941). Вначале сентября 1941 года  Шацков занимался расформированием корпуса (командир корпуса генерал-майор И. П. Карманов пропал без вести), в том же месяце по приказу командующего 22-й армией руководил приемкой и размещением 33-й стрелковой дивизии. Кроме того, по приказу заместителя командующего войсками Западного фронта генерал-лейтенанта И. В. Болдина он организовал переброску в тыл противника двух партизанских отрядов. В середине октября 1941 года полковник  Шацков назначен начальником штаба 50-й стрелковой дивизии, которая после выхода из окружения из-под Вязьмы приводила себя в порядок. Затем он был переведен на должность начальника штаба 18-й стрелковой дивизии. После пополнения она вошла в состав 16-й армии Западного фронта и вела тяжелые оборонительные бои в районе ст. Румянцево, прикрывая волоколамское направление. 17-18 ноября 1941 года противник перешёл в наступление перед фронтом дивизии. При отражении атаки 19 ноября  Шацков был ранен в ногу и эвакуирован в госпиталь в город Челябинск. По излечении в середине февраля 1942 года назначен старшим помощником начальника оперативного отдела штаба войск Западного направления. С мая того же года и. д. начальника 1-го отделения оперативного отдела, затем начальника оперативного отдела (он же зам. начальника штаба) 33-й армии Западного фронта. С декабря 1942 года был заместителем командира 113-й стрелковой дивизии. До марта 1943 года дивизия находилась на доукомплектовании в районе Медынь, затем была передана Юго-Западному фронту и вела
наступательные и оборонительные бои под Харьковом. В июле того же года полковник  Шацков был отозван с фронта и направлен на переподготовку в Высшую военную академию им. К. Е. Ворошилова.
По окончании курсов в декабре 1943 года откомандирован в распоряжение 3-го Украинского фронта на должность командира дивизии. По прибытии в январе 1944 года он был назначен заместителем командира 48-й гвардейской стрелковой дивизии и участвовал с ней в боях по овладению города Кривой Рог. В конце марта 1944 года полковник  Шацков вступил в командование 61-й стрелковой дивизией, находившейся на доукомплектовании после освобождения города Николаев. В районе города Новозыбков она получила пополнение и вошла в состав 128-го стрелкового корпуса 28-й армии резерва Ставки ВГК. После передислокации на 1-й Белорусский фронт дивизия участвовала в Белорусской, Минской, Бобруйской и Люблин-Брестской наступательных операциях, в прорыве обороны противника и развитии наступления на брестском направлении. За образцовое выполнение заданий командования в боях за овладение городом Брест Указом Президиума Верховного Совета СССР от 10.8.1944 она была награждена орденом Суворова 2-й степени. За умелое командование дивизией в Белорусской операции  Шацков был награждён орденом Красного Знамени (25.8.1944). В начале сентября дивизия в составе этой же армии форсировала реку Нарев, захватила плацдарм на её западном берегу и вела бой за город Сероцк. 14 сентября она была выведена в резерв Ставки ВГК и передислоцирована на 3-й Белорусский фронт. Во второй половине октября её части приняли участие в Гумбинненской наступательной операции, находясь во втором эшелоне фронта. С января 1945 года она в составе тех же корпуса и армии участвовала в Восточно-Прусской, Инстербургско-Кенигсбергской наступательной операции. 25 марта её части овладели городом Хайлигенбаль (Мамоново) и вышли к заливу Фришес-Гаф. За эти бои  Шацков был награждён орденом Кутузова 2-й степени. Затем дивизия в составе армии была переброшена на 1-й Украинский фронт и участвовала в Берлинской наступательной операции. 25 апреля её части вышли к каналу Тельтов, овладели пригородом Берлина — Темпельхофом, а в дальнейшем — Потсдамским вокзалом в центре Берлина. С 30 апреля они участвовали в операции по ликвидации окруженной группировки противника юго-восточнее Берлина. За эти бои командир дивизии Шацков  был награждён орденом Суворова 2-й степени. С 3 мая дивизия приняла участие в Пражской наступательной операции, 10 мая она вышла в район 40 км северо-восточнее Праги, где и закончила боевые действия.
За время войны комдив Шацков  был  семь  раз персонально упомянут в благодарственных в приказах Верховного Главнокомандующего.

#### Послевоенное время
После войны генерал-майор Шацков продолжал командовать дивизией в Барановичском ВО. В начале января 1946 года отстранен от должности и зачислен в распоряжение ГУК НКО, затем в мае назначен начальником штаба 63-го стрелкового корпуса УрВО. С мая 1949 года и. д. начальник оперативного отдела, он же заместитель начальника штаба Воронежского ВО. С июня 1950 года был начальником штаба 6-го стрелкового корпуса Донского ВО. С ноября 1952 года состоял в распоряжении командующего войсками округа, в январе 1953 года назначен старшим преподавателем кафедры военных дисциплин Военно-медицинской академии им. С. М. Кирова. В октябре 1958 года генерал-майор Шацков уволен в запас.
Жил в Ленинграде. Умер 11 августа 1967 года. Похоронен на Богословском кладбище Санкт-Петербурга.

## Награды
- орден Ленина (21.02.1945)[7]
- четыре ордена Красного Знамени (31.08.1941[8], 25.08.1944[9],   03.11.1944[10][7], 20.06.1949[11][7])
- орден Суворова II степени (06.05.1945)[12]
- орден Кутузова II степени (02.01.1945)[13]
  - медали в том числе:
  - «XX лет Рабоче-Крестьянской Красной Армии» (1938)[12].
  - «За оборону Москвы» (1944)[12].
  - «За победу над Германией в Великой Отечественной войне 1941—1945 гг.» (31.10.1945)[14]
  - «За взятие Кёнигсберга» (1945)[15]
  - «За взятие Берлина» (1945)

Приказы (благодарности) Верховного Главнокомандующего в которых отмечен А. Г.  Шацков.
- За овладение областным центром Белоруссии городом и крепостью Брест (Брест-Литовск) — оперативно важным железнодорожным узлом и мощным укрепленным районом обороны немцев на варшавском направлении. 28 июля 1944 года. № 157.
- За овладение в Восточной Пруссии городом Гумбиннен — важным узлом коммуникаций и сильным опорным пунктом обороны немцев на кенигсбергском направлении. 21 января 1945 года. № 238.
- За овладение городом Прейс-Эйлау – важным узлом коммуникаций и сильным опорным пунктом обороны немцев в Восточной Пруссии. 10 февраля 1945 года. № 272.
- За овладение городом Хайлигенбайль — последним опорным пунктом обороны немцев на побережье залива Фриш-Гаф, юго-западнее Кёнигсберга. 25 марта 1945 года. № 309.
- За завершение ликвидации окруженной восточно-прусской группы немецких войск юго-западнее Кенигсберга. 29 марта 1945 года. № 317.
- За завершение ликвидации группы немецких войск, окруженной юго-восточнее Берлина. 2 мая 1945 года. № 357.
- За овладение столицей Германии городом Берлин — центром немецкого империализма и очагом немецкой агрессии. 2 мая 1945 года. № 359